# Vince niepokonany
Vince niepokonany – amerykański film biograficzny z 2006 roku.

## Obsada
- Mark Wahlberg - Vince Papale
- Greg Kinnear - Dick Vermeil
- Elizabeth Banks - Janet Cantrell
- Kevin Conway - Frank Papale
- Michael Rispoli - Max Cantrell
- Kirk Acevedo - Tommy
- Dov Davidoff - Johnny
- Michael Kelly - Pete
- Sal Darigo - Mick
- Nicoye Banks - TJ Banks
- Turron Kofi Alleyne - Ronnie Sampson
- Cosmo DeMatteo - Dean German
- Stink Fisher - Denny Franks
- Michael Mulheren - AC Craney
- Michael Nouri - Leonard Tose

## Fabuła
Vince Papale stara się przyzwoicie żyć i utrzymać siebie i żonę, która w niego wątpi. Pracuje na etacie jako nauczyciel i dorabia w barze u znajomego. Jego największą pasją jest futbol amerykański, któremu poświęca każdy wolny czas grając z przyjaciółmi i kibicując swojej drużynie - Philadelphia Eagles. Kiedy nowy trener przeprowadza otwarty trening, publiczność uznaje to za stratę czasu. Vince namawiany przez kolegów bierze w nim udział, co może zmienić jego życie na zawsze.